# Jan Bodzęta
Jan Bodzęta of Bodzanta (ca. 1290 - 12 december 1366, Kielce) was de 27e bisschop van Krakau. Hij was een telg van de Poolse heraldische clan Poraj.

## Biografie
Jan Bodzęta was in Avignon toen bisschop Piotr van Falków daar in 1348 aan de Zwarte Dood bezweek. Bodzęta wist Paus Clemens VI te overtuigen om hem tot nieuwe bisschop van Krakau te wijden. Casimir III van Polen had zijn eigen kandidaat voor ogen, maar accepteerde het pauselijk besluit.
De bisschop en Casimir III raakte verwikkeld in een conflict over het tiende deel van het bisdom. Tijdens dit conflict heeft de kanunnik van de Wawelkathedraal en vertegenwoordiger van de bisschop, Marcin Baryczka, de koning publiekelijk aangesproken op zijn morele tekortkomingen in het huwelijk, waarna de geestelijke op mysterieuze wijze in de Wisła verdronk. Bodzęta stelde de koning aansprakelijk voor de dood van de kanunnik en excommuniceerde hem. Zijn boetedoening luidde als volgt: "Hij moet alle dorpen die bezit waren van de Wawelkathedraal teruggeven, hij moet de kerk in Wiślica uit parement herbouwen en hij moet vijf andere kerken herbouwen."
Een herinnering aan het conflict tussen de bisschop en koning is te vinden op een bas-reliëf op de 14e-eeuwse kerk van Wiślica. Hierop is een knielende Casimir III met de desbetreffende kerk in zijn handen uitgebeeld. De bisschop staat achter hem en duwt de koning naar voren.
Bodzęta stichtte in 1353 een kerk in Tłuczań en in 1355 de plaats Bodzentyn door daar een parochie op te richten.

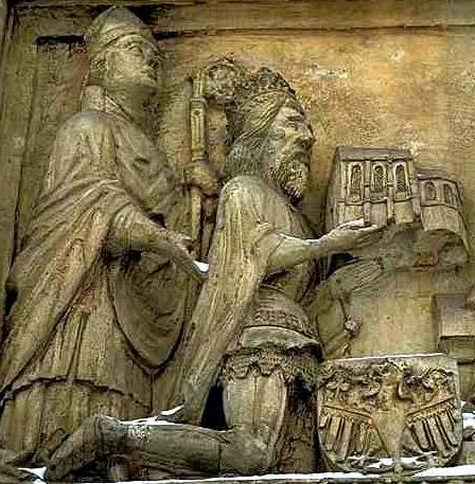
Bas-reliëf op de kerk van Wiślica